# Кліматична камера

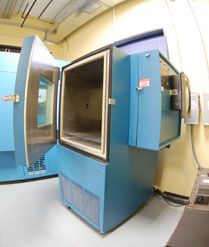
Кліматична камера для випробувань під впливом температури і вологості

Кліматична камера (англ. climate chamber) — камера, що дозволяє точно моделювати агресивну дію навколишнього середовища і застосовується в науково-дослідних установах, які розробляють обладнання для машинобудування, а також оборонної та авіаційної промисловості, передбачає наявність високоточного вимірювального приладу для контролю вологості і температури повітря.

## Типи та їх особливості
Існує досить широка гама типів кліматичних камер, що імітують різні кліматичні умови (включаючи добові коливання температури/вологості, тиску та ін.) Однак, найпоширеніші камери тепла/холоду/вологи (ТХВ) і тепла/холоду (ТХ).
- Тепла
- Тепла-холоду-вологи
- Тепла-холоду
- Тепла-вологи
- Шокової заморозки
- Барокамера